# سیارک ۵۷۹۷
سیارک ۵۷۹۷ (به انگلیسی: 5797 Bivoj، نامگذاری:1980AA) پنج هزار و هفتصد و نود و هفتمین سیارک کشف شده‌است که در ۱۳ ژانویه ۱۹۸۰ کشف شد.
قدر مطلق سیارک برابر ۱۹٫۱۰ است.